# 張麗俊
張麗俊（1868年5月8日—1941年7月24日），字升三，號南村，晚年自號水竹居主人，臺灣彰化縣葫蘆墩街（今臺中市豐原區）人，仕紳。

## 生平

### 早年
張麗俊為台中葫蘆墩 ( 今台中市豐原區 ) 人，1868年5月8日生於石岡庄金星面，年幼即移居葫蘆墩下南坑。13歲入漢學，受漢學教育長達15年。並受教於鄭國琛、魏文華，後拜謝頌臣為師。
1889年與何燕成親，兩人育有八男五女。1932年何氏過世，1935年續絃娶楊梨。

### 事蹟
日本治臺後，於1899年任下南坑第一保保正，至1918年因官司纏身始卸任。1926年擔任豐原街協議會員，共連任3次，計6年之久。除任公職外，又先後擔任葫蘆墩興產信用組合常任理事、富春信託株式會社常務理事、豐原水利組合組合員。
1907年7月8日應傅錫祺之邀加入櫟社，此後積極參與櫟社詩會近三十年。此外亦曾多次參與吳子瑜的東山吟會，在當地文人為主的豐原吟社負指導獎掖之責，也常參與中部或全島詩社的聯吟大會。工作之餘也在豐原店員會、工友會及革新社等組織所辦的夜學教授漢文。 
1916年被推舉為豐原慈濟宮修繕會正總理，隔年開始修繕，歷經九年完成。1935年發生墩仔腳大地震，廟體再度將遭拆除。在張麗俊及豐原諸位長老力爭之下才獲完整保存。修繕完成的慈濟宮為豐原主要信仰中心，也多次供臺灣文化協會及臺灣民眾黨舉行演講與電影放映。今慈濟宮尚保存張麗俊修撰的柱聯、對聯、捐獻的龍柱等物。

### 獄中
1918年7月張麗俊身繫獄中。據張稱：「明治四十四年六月間，合張宏取張春籓之妻莊氏鳳貳千之金，轉交於臺中林岱全，欲運動官廳，周旋張春籓、張宏合買饒俊懷土地。二人犯詐欺刑事，春籓被檢察官留置。張宏取金委我往彰化銀行寄金則有之，若取轉交林岱全作運動費，決無此事。」他入支廳接受調查，供詞未被接受，乃被收押。對張麗俊而言，這是一個致命的打擊，他自歎：「嗟乎！我一生為人，幼壯讀書，後理公事，於二十周年，未嘗妄取一物，今被喪心人報告，受如此慘狀，亦何命運之迍邅也！」此一拘留到8月19日才獲釋，然12月11日又被關，直到翌年5月11日獲假釋出獄。
雖被假釋， 然經一審判決，張宏無罪、張麗俊與林岱全被起訴，並於6月5日判刑十個月，由於已被留置五個月，尚須服五個月的徒刑。
張麗俊不服，上訴覆審法院，此事纏訟至1920年3月16日始被判無罪。這纏訟一年半的官司，不但他的公職被褫去，其母也在他第一次出獄和第二次入獄之間的1918年9月10日過世。對張而言，這是他人生中最晦闇的時期。

### 逝世
1937年，張麗俊中風無法再繼續寫日記。他於1941年7月24日過世，享年74歲。
傅錫祺也為其作輓詞，詩曰：「久住人間肯便拋，賊風一夜襲山坳（君患中風半身不遂），遺詩怕閱題襟集，故友愁談總角交，沉李浮瓜成影事，素車白馬趁荒郊，何因不稍遲瞑目，待看長橋遂斬蛟。」 
2001年6月25日，位於台中市豐原區的故居「南村草堂」被指定為「台中縣作家之屋第一號」，並成立「水竹居－張麗俊文物紀念館」，收藏許多照片、書籍、櫟社詩社往來詩文以及修繕豐原慈濟宮的文件等。2021年因屋宅老舊將進行改建，相關文物將移至他處，文物館不再開放參觀，但有專家要研究可供借閱。而「南村草堂」因內部有後代居住，僅提供學者研究，不開放團體參觀。

## 興趣

### 旅遊

#### 劍潭山行
1908 年張麗俊與袁錦昌、謝秋濤、王劉銅鐘等人相約至員山、大龍峒等地，並順道前往台灣神社：「謁北白川宮能久親王遺跡，少頃下山，並往士林閒遊。」張麗俊提到：「是日北白川宮新社祭，十時仝警官、區長、保正到公花園行遙拜式。」
當他卸職後（1918），常常於日記中載錄與朋友遊歷台灣。

#### 基隆行
張麗俊則因女婿居住在基隆，故常得機會北上，曾於1926年描寫基隆的特色：「天然古木配邱山，水色嵐光夕照還，四顧層樓今昔異，舟車輻輳港中灣。當1930年張麗俊再次遊基隆市街，描繪進入慶安宮的情景：「觀慶讚中元各柱首之斗燈，其座之高大華麗目所未睹。」1932年正值盂蘭盆會，記錄：「今年輪值張、廖、簡，本欲算其豬數，指不勝屈，聞人言有千頭云。吁！基隆人之迷信比別都會更甚矣。」

#### 阿里山行
1930年張麗俊遊覽阿里山，沿途記錄地名、海拔高度，並撰寫〈登阿里山〉一詩：「絕頂登臨曙色斑，蒼茫雲海別塵寰，乾坤浩氣鍾神木，岱嶽精靈萃祝山。鼎峙新高觀五鼓，車纏獨立望三環，今無李杜長篇學，恨不全圖寫景還。」

#### 淡水行
1932年張麗俊前往淡水，於日記中描繪沿途景色：「至郡役所，登樓遠眺，東瞻大屯、西望觀音、南看稻江、北覘雲海，而淡水河口一帶鄉村言是八里分〔坌〕也。」

#### 日月潭行
張麗俊1934年記錄與張世翰，林慶財、熊阿木等人，觀賞原住民婦女表演的情形：「少頃出十七婦女，執杵者十五人，只二人打管和之，杵由石畔撞之，只兮大小疾徐，鏗然有金石之聲，撞罷又合歌一曲，後各地方組合役職員合番婦執杵寫真記念。」除了記錄及合照的活動之外，他又以詩描寫日月潭「水光山色兩悠悠，一抹煙霞天際浮」的自然意象及涵碧樓的建築。詩中提到：「南瞻島嶼供神社，東望番人渡木舟，莫怪高騷來住宿，無邊風景愛清遊。」
同年張麗俊於日記中提及一行人參觀日月潭發電所：「蓋此發電之水引濁水溪之水入姊妹原淨水池，穿五大山嶽隧道，水出日月潭為積水池，又對潭底穿八、九里隧道出門牌山頂，埋五大鐵管，水由千尺瀉下，沖動機關飛轉，故發電之強可為全島之用，亦因水力之大所致也。」張麗俊肯定殖民政府的建設與經營，以供電需求的迫切性，強調今後如何圖農村工業化的必要。「講究種種方法振興中小工業，如此臺灣之農村才具發展餘地；如果守舊而抱膝徒老，守株待兔，不謀求進取之道，一旦大難臨頭，則噬臍莫及矣。」

## 著作
- 《南村詩草》（又稱《升三詩草》）未梓，部分收入《櫟社第一集》書中。

- 《水竹居主人日記》，始於明治39年（1906），止於昭和12年（1937），其中大正11年（1922）缺。是臺灣目前唯一由保正當事人留下的日記。詳實記載其前後二十年（1899至1918）擔任保正所執行的事務，涵蓋個人家族史、宗教活動、地方產業、休閒生活等各層面，也是研究二十世紀前半臺灣社會變遷重要的史料。[2]
- 編撰〈清河堂張氏族譜〉。

## 作品

### 七言絕句

#### 重遊稻江途中即景
滿天煙雨近中秋，恰向稻江作快遊。
驛路風光重領略，愧無佳句錦囊收。

#### 燄嶺朝霞
九九峰頭曙色開，紅光燦爛照樓臺。
火雲未斂成蒸氣，烘出丹山一片來。

### 五言律詩

#### 祝葫蘆墩街電火開通
世界神工出，葫蘆電火通。
流星垂路曲，皓月滿街同。
不怕風吹黑，何須燭吐紅。
黃昏光達旦，長是水晶宮。

### 七言律詩

#### 八仙山即景
臺中名勝八仙山，萬仞黎明在此間。
百丈鉛橋高百米，千町鐵路曲千彎。
危崖絕頂神工出，箐密林深古木刪。
政府經營真周到，運輸全部是機關。

#### 落花
閒倚欄杆百感生，芳園頓減舊時榮。
紅飄玉砌隨風冷，翠滴瑤階帶露輕。
蝶夢驚回春晼晚，鶯聲啼破葉縱橫。
傷心委地無人問，幾度呼童掃不清。

### 〈臺中竹枝詞〉
蠣粉牆頭繫玉驄，葫蘆墩賽大墩東。南腔北調酣人耳，真個銷魂在此中。
秧歌唱罷又樵歌，夜裡燃燈欲誘蛾。漫說鄉村忙四月，暮春時節亦忙多。
會社機關是製麻，牽絲兒女半嬌娃。輪班每出斜陽路，三五成群首綰鴉。
浣紗溪畔映朝暉，一朵春光貌正肥。宛似芙蓉初出水，散些香氣襲人衣。